# Église Saint-Martin de Saint-Martin-en-Gâtinois
L'église Saint-Martin de Saint-Martin-en-Gâtinois est une église située sur le territoire de la commune de Saint-Martin-en-Gâtinois, dans le département français de Saône-et-Loire et la région Bourgogne-Franche-Comté. 
Cette église relevant de la paroisse Saint-Jean-Baptiste-des-Trois-Rivières (qui a son siège à Verdun-sur-le-Doubs) est l'une des cinquante-sept églises du diocèse d'Autun placée sous le vocable de saint Martin.

## Historique
L'église actuelle a succédé à une ancienne chapelle construite en 1120 et devenue église paroissiale en 1271. 

## Description
Le chœur a conservé son caractère roman. Toutefois, la voûte s'étant sans doute effondrée, on construisit des ogives pour consolider la nouvelle voûte.
Le chevet plat est percé d'une grande baie lancéolée. Deux petites baies romanes éclairent le côté sud.
Le transept massif, qui supporte le clocher, repose à l'ouest, côté nef, sur deux piliers carrés et à l'est, côté chœur, sur deux fortes piles engagées dans la maçonnerie du chœur. 
La nef a été remaniée, probablement en 1790 : on la plafonna et à la place des baies romanes on perça de larges fenêtres.

## Mobilier
Dans l'église est visible un tableau rappelant le vocable sous lequel elle est placée, peint en 1826 par Auguste Marie Joseph de La Rue, comte de Mareilles (1775-1835), et représentant « Saint Martin bénissant des fidèles » (œuvre restaurée en 2019 par Alain Domenech).
Sous le porche de l'église se trouve le tombeau de l'abbé Joseph Girard, œuvre du sculpteur Vachet (1891). 
Dans le mur nord, près de la porte latérale en haut de la nef, une plaque votive est dédiée à la femme d'un ancien seigneur qui fit don d'une soiture de pré (ancienne mesure agraire équivalent à la surface qu'un homme peut faucher en un jour) ; en contrepartie le curé dira une messe aux quatre temps (chaque saison) et invoquera « l'inviolata » (Vierge sans tâche).
Dans l'angle nord-ouest de la nef subsiste un bénitier très ancien qui pourrait être du XIIIe siècle.

## Culte
Édifice consacré du diocèse d'Autun relevant de la paroisse Saint-Jean-Baptiste-des-Trois-Rivières (siège à Verdun-sur-le-Doubs) – qui en est affectataire au titre de la loi de 1905 –, l'église de Saint-Martin-en-Gâtinois est un lieu de culte catholique.